# Carl Hilty
Carl Hilty (Grabs, 28 februari 1833 - Clarens, 12 oktober 1909) was een Zwitsers advocaat, historicus, filosoof, ethicus, hoogleraar en rector aan de Universiteit van Bern en politicus uit het kanton Sankt Gallen.

## Biografie

### Afkomst en huwelijk
Carl Hilty was een zoon van Johann Ulrich Hilty, een arts uit Chur, en van Elisabeth Killias, die eveneens uit Chur afkomstig was. Hij was een schoonbroer van Hans Hold. Hij was gehuwd met Johanna Gaertner, een dochter van de Bernse hoogleraar Gustav Gaertner. Hun dochter Maria Hilty trouwde later met hoogleraar en jurist Fritz Henri Mentha.

### Jurist

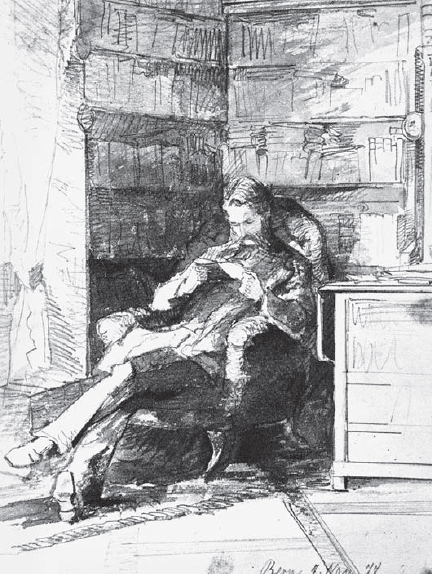
Carl Hilty in 1877. Tekening van Clara von Rappard.

Hilty studeerde van 1844 tot 1850 aan de protestantse kantonnale school van Chur. Van 1851 tot 1853 studeerde hij rechten in Göttingen en later ook in Heidelberg, waar hij in 1854 een doctoraat behaalde. Nadien verbleef hij even in Parijs en Londen om er de taal te leren. Van 1855 tot 1874 was hij in Chur actief als advocaat.
In 1874 werd Hilty door de Regeringsraad van Bern benoemd tot hoogleraar voor het leven in het federaal recht en het kantonnaal publiekrecht. Vanaf 1882 doceerde hij onder andere algemeen publiekrecht en volkenrecht. Van 1901 tot 1902 was hij rector van de universiteit. Daarnaast werd hij in 1862 officier bij de militaire justitie. In 1892 werd hij er hoofdauditeur.

### Historicus en filosoof
Naderhand zou Hilty zich meer gaan toeleggen op geschiedenis en filosofie. Hij schreef diverse werken over de geschiedenis van het publiekrecht, maar ook over religie en ethiek. Zijn bekendste werke zijn Theoretiker und Idealisten in der Demokratie uit 1868, Die Bundesverfassungen der schweizerischen Eidgenossenschaft uit 1891 en Glück uit 1891-1895. Hij richtte tevens het tijdschrift Politisches Jahrbuch der Schweizerischen Eidgenossenschaft op, waarin hij tot het einde van zijn leven zou publiceren.
Hilty's historische studies zijn gebaseerd op werken uit zijn tijd en poogden de mentaliteit uit vervlogen tijden te verklaren. In zijn politieke activiteiten en in de werken die daarop betrekking hebben trachtte hij zonder dogmatisme de sociale verschijnselen in een tegelijk ethisch en pragmatisch perspectief te vatten.

### Politicus
Hilty stond dicht bij de radicalen en geraakte bij de federale parlementsverkiezingen van 1890 verkozen in de Nationale Raad. Hij zetelde van 1 december 1890 tot zijn overlijden op 12 oktober 1909. In 1909 werd hij door de Bondsraad benoemd als een van de drie vertegenwoordigers van Zwitserland bij het Permanent Hof van Arbitrage in Den Haag.

## Trivia

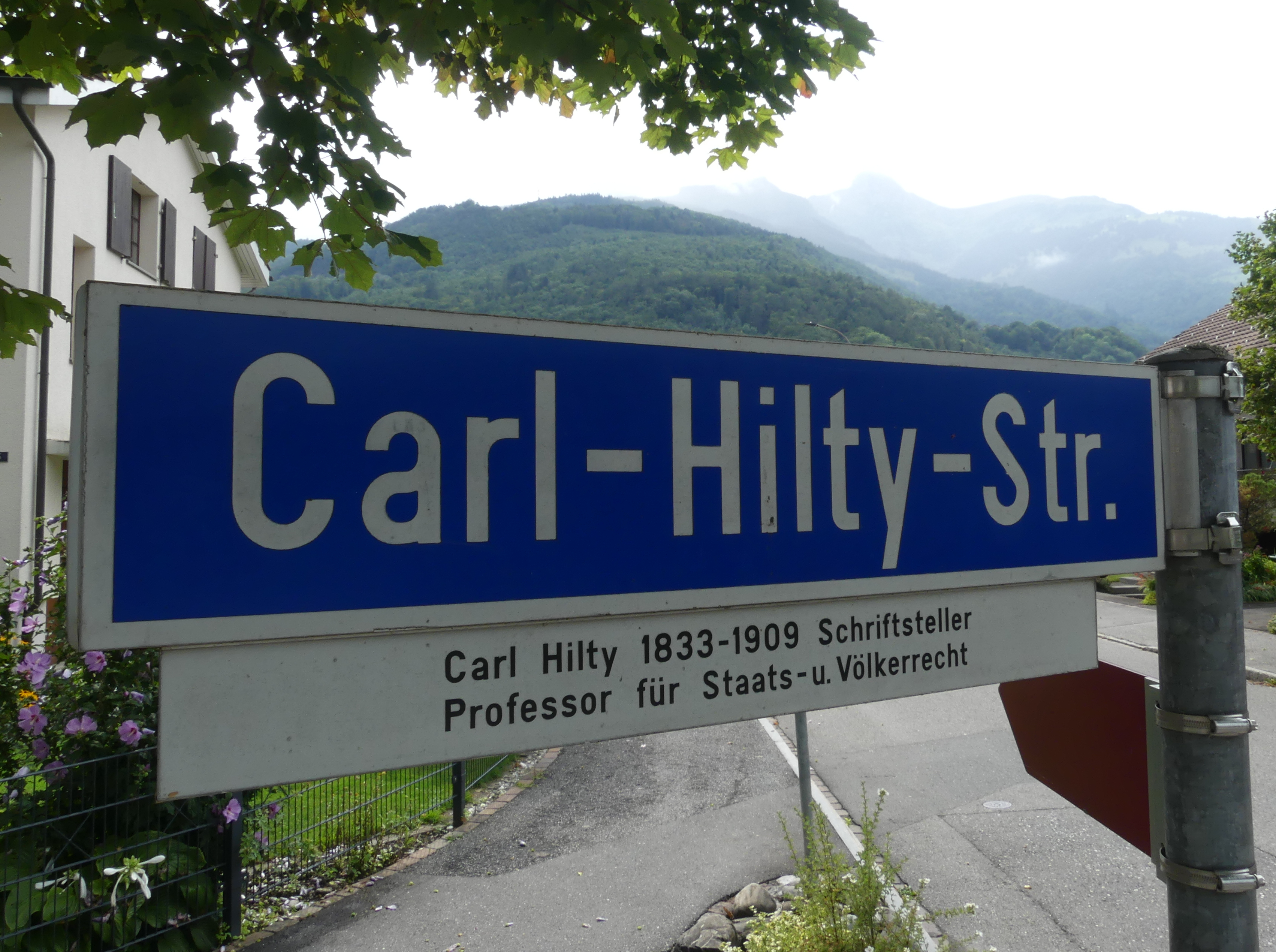
Straatnaambord in Buchs.

- In Buchs werd een straat naar hem vernoemd, de Carl-Hilty-Strasse.

## Werken
- (de)  Theoretiker und Idealisten der Demokratie, Bern, 1868.
- (de)  Ideen und Ideale schweizerischer Politik, Bern, 1875.
- (de)  Vorlesungen über die Politik der Eidgenossenschaft, Bern, 1879.
- (de)  Ueber die Wiedereinfuhrung der Todesstrafe, Bern, 1879.
- (de)  Das Referendum im schweizerischen Staatsrecht, Archiv für öffentliches Recht, 1887.
- (de)  Die Neutralität der Schweiz in ihrer heutigen Auffassung, Bern, 1889.
- (de)  Glück, 1891.
- (de)  Lesen und Reden, 1891.
- (de)  Der Burenkrieg, Bern, 1900.
- (de)  Für schlaflose Nächte, 1901.